# Estilo territorial

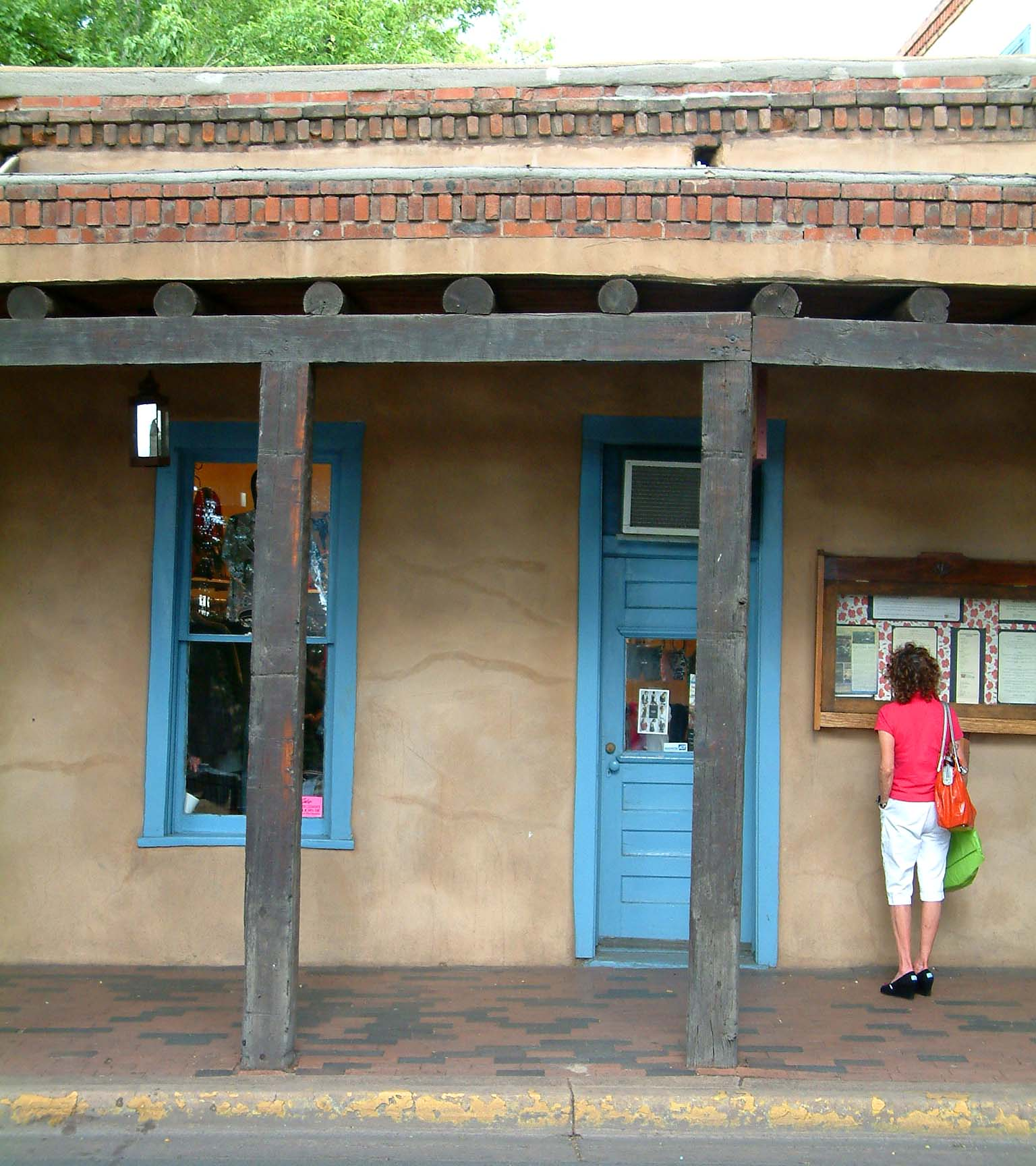
El estilo territorial presentaba columnas cuadradas, dentículos y molduras de ventanas y puertas.

El Estilo territorial fue un estilo arquitectónico de construcción desarrollado y utilizado en el Territorio de Nuevo México desde el momento de la ocupación estadounidense en 1846 hasta 1912, momento en el cual Nuevo México dejó de ser un territorio y se convirtió en un estado federado.
Un subgrupo vernáculo, de 1860 a 1935, del Estilo territorial es conocido como el Territorio folclórico, Carpintero folclórico y Territorio folclórico español. El estilo se encontró «particularmente en el norte de Nuevo México», y consistía en la aplicación de madera del neogriego y detalles neogóticos, añadidos a edificios al estilo de construcción de los indios pueblo y de las misiones españolas en Nuevo México, y el estilo de construcción de edificios de adobe del norte de Nuevo México. Después del aumento de su popularidad en los años 1930 y 1940, se convirtió en el estilo de  Renacimiento territorial, que a su vez, más tarde derivó en otra construcción popular junto con el estilo de arquitectura de Renacimiento pueblo de Nuevo México.

## Historia temprana

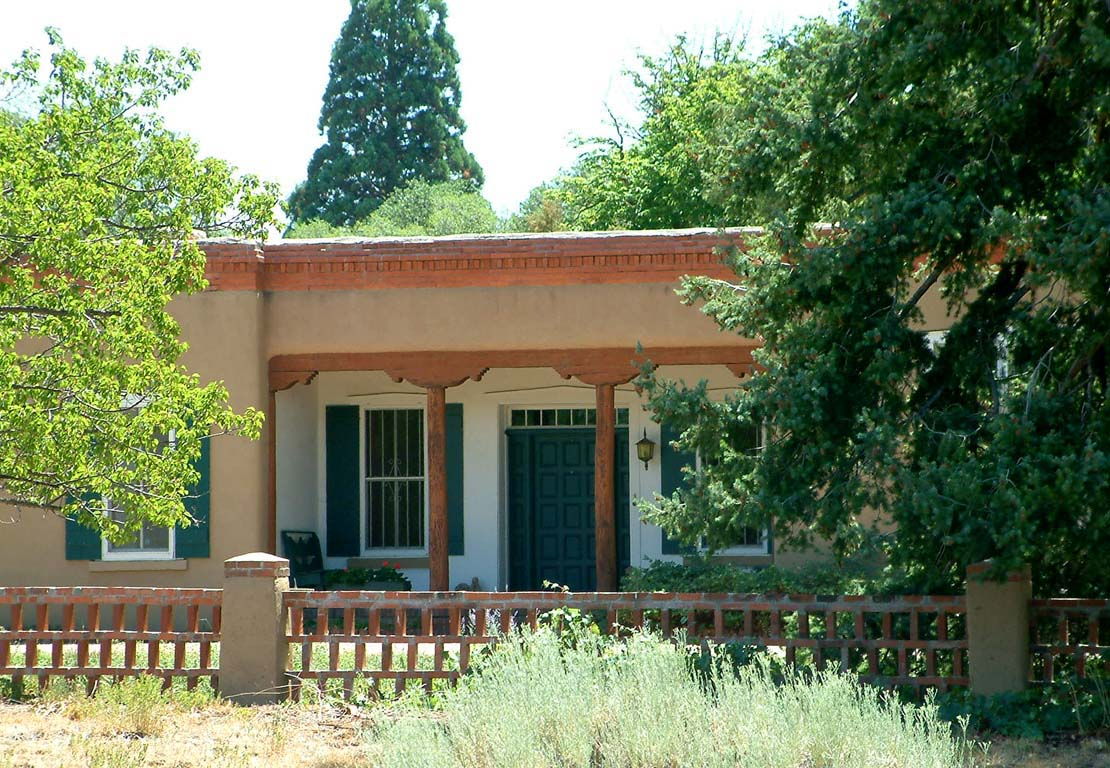
La casa territorial más antigua que se conserva en Santa Fe.

Cuando los estadounidenses, bajo el mando del general Stephen Kearny, llegaron a Nuevo México en agosto de 1846 no encontraron las legendarias y fabulosas ciudades que esperaban. Más bien encontraron un entorno construido que era totalmente ajeno a lo que estaban acostumbrados. James Bennett, un dragón estadounidense, describe Las Vegas (Nuevo México) como «una gran pila de ladrillos sin hornear» y añade: «Al examinar más de cerca todo lo que había en la ciudad era sucio y asqueroso... con miserables y sucias calles semejantes», mientras que Mora fue descrito por otro soldado estadounidense, Frank S. Edwards, como que consistía en «unas cuantas chozas de barro», continuando: «nada podría ser más desalentador para mí, destinado a permanecer un año entero en territorio mexicano, que la primera vista de este pueblo».  La ciudad de Santa Fe no inspiró más admiración, «un viajero la comparó con un horno de ladrillos en ruinas o un pueblo de perros de la pradera».

## Desarrollo por angloamericanos

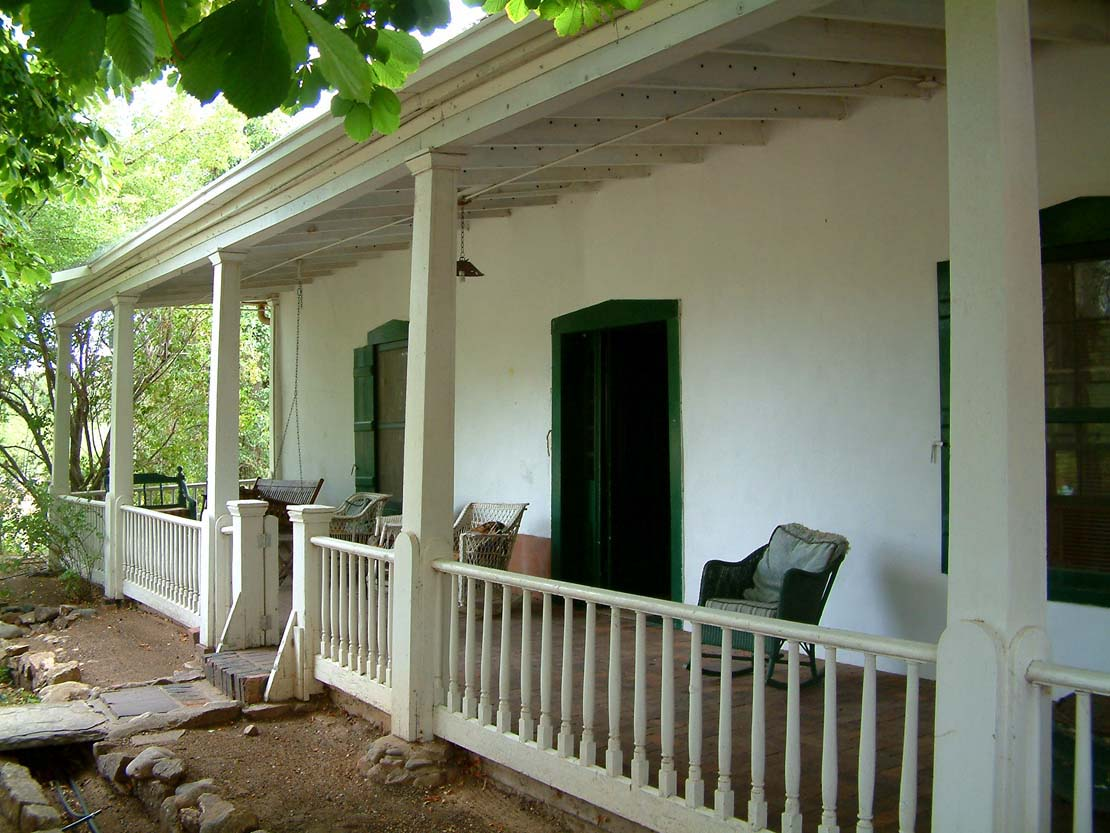
Porche trasero en Canyon Road, Santa Fe.

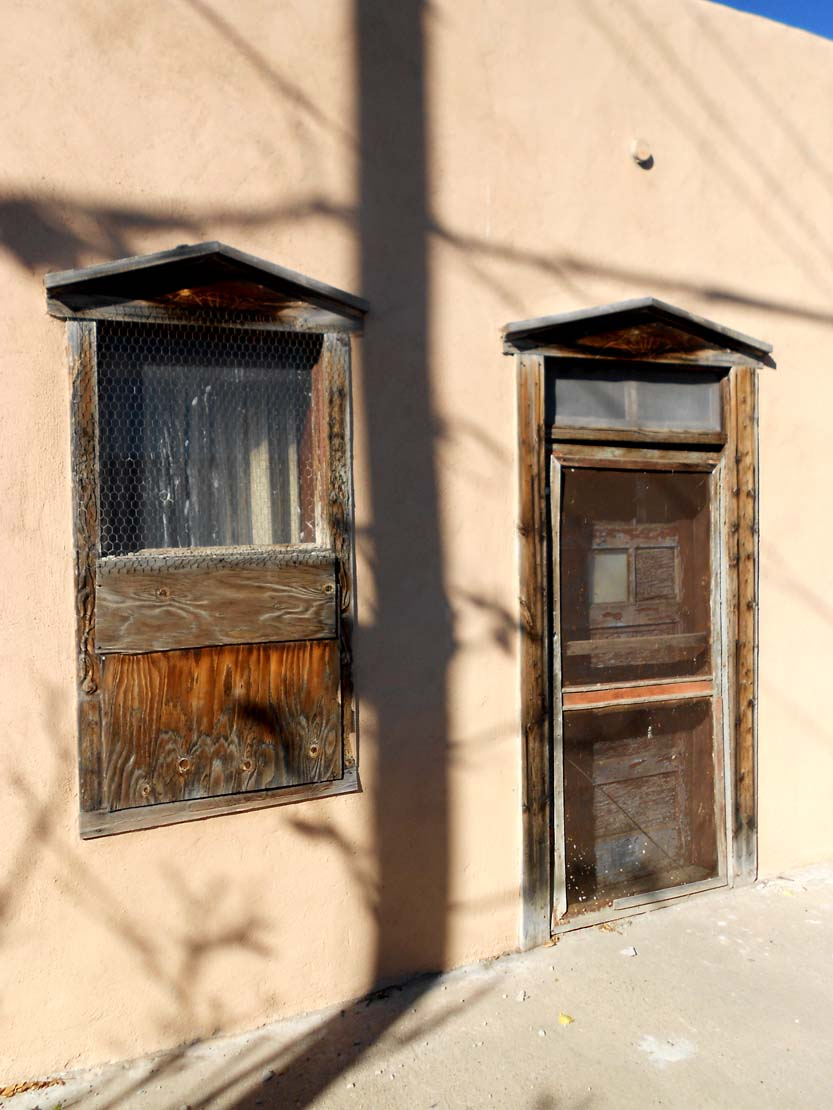
Casa de estilo territorial vernáculo o folclórico en Española (Nuevo México).

Pronto «comenzó a llegar un número cada vez mayor de angloamericanos con nuevos materiales e ideas arquitectónicas basadas en las comunidades de las que provenían. Se importaron madera y ladrillos de St. Louis y Kansas City, para dar paso a hojas de doble acristalamiento provistas a menudo de contraventanas de listones en el exterior». Los anglos intentaron introducir el estilo del neogriego en la arquitectura vernácula que encontraron en Nuevo México.
Los anglosamericanos hicieron tres cosas con la arquitectura de adobe. Primero agregaron molduras del neogriego a las ventanas y puertas. En algunos casos se colocaron contraventanas, simplemente aplicadas a estructuras existentes. Debido a la escasez de madera aserrada, una de las primeras cosas que hizo Kearny fue importar maquinaria de construcción. El siguiente paso fue la producción de tejas para cubrir los techos evitando así la infiltración de agua y aligerando el peso de los techos. Los costos de importación, sin embargo, hicieron que estas casas, enteras de ladrillos, fueran extremadamente prohibitivas de coste. No paso mucho tiempo para que se establecieran las primeras empresas para la producción de ladrillos. Con frecuencia, los albañiles colocaron los ladrillos de tal manera que produjeran dentellones en las hileras. 
Para simular incluso más la apariencia del neogriego, los angloamericanos reemplazaron las columnas de tronco de árbol redondo empleadas por los constructores hispanos por otras cuadradas, típicamente con esquinas biseladas, que a menudo se adornaban con molduras para simular capiteles y cimentación.
Finalmente también introdujeron el techo inclinado y el material para fabricarlos. El tejado de chapa era de metal, hecho en tiras y compuesto de una aleación de estaño y plomo. Fabricadas en  el este, las tiras estaban diseñadas para ser soldadas entre sí, produciendo un tejado mucho más duradero y con menos goteras que los tejados planos que se usaban comúnmente.
El estilo se mantuvo en uso hasta alrededor de 1900. Se volvió a usar en 1930 en forma de arquitectura de Renacimiento territorial.